# 城洋新聞
城洋新聞（じょうようしんぶん）は、宮城県北東部の本吉郡および登米市をエリアとしていた地方新聞。週3回、火・木・土に刊行されていた。

## 概要
旧志津川町時代に初代社長佐藤貞道により発刊。公称2500部。チリ地震津波の際は輪転機が故障する中でも手書きで発行し被災情報をエリア内に発信した。また2005年（平成17年）11月22日には通算1万号発行を達成し、その後国会図書館にマイクロフィルムでの保存が決定（1972年（昭和47年）2月〜2006年（平成18年）2月分）。
2007年（平成19年）8月に二代目社長（主筆）である佐藤洋が死去して休刊し、10月31日付で最終号を出して廃刊した。